# Armando Albano
Armando Albano, né le 19 juillet 1909 et décédé le 11 juin 1942, à Rio de Janeiro, au Brésil, est un ancien joueur brésilien de basket-ball.